# Tragédia do judiciário

"Se considerarmos o Judiciário como um recurso (resource system) e a prestação jurisdicional (serviço público adjudicatório) como um fruto desse recurso, pois uma sentença ou um acórdão advém do Judiciário, mas seu uso e gozo não diminuem o principal, veremos que o sistema judicial possui as características de um recurso comum de livre acesso. [...] [U]m recurso é considerado comum quando é inclusivo (não-excludente), mas rival, ou seja, é muito difícil excluir usuários não-autorizados, o que pode levar ao livre acesso, e a utilização do recurso por um indivíduo diminui a utilidade para os outros usuários. O Judiciário brasileiro goza dessas duas características: ele é inclusivo (não-excludente) e rival."

Ivo Teixeira Gico Jr.
A tragédia do judiciário refere-se a uma análise juseconômica das causas e soluções para a morosidade judicial (impossibilidade de cumprimento dos prazos legais resultado do desequilíbrio entre a oferta e a demanda de serviços públicos adjudicatórios).
O conceito, para investigar o problema endêmico de congestionamento dos tribunais, parte da ideia central desenvolvida na tragedia dos comuns. Sob a perspectiva de que o livre acesso à justiça combinado com a rivalidade dos serviços faz do Judiciário um recurso comum.
Com a interrupção do ciclo da litigância, decorrente do anarquismo judicial, que leva a insegurança jurídica e consequentemente a morosidade judicial. Pode-se afirmar que, a tragédia do judiciário é fruto da: a ausência de regras jurídicas uniformizadas pela falta de investimento nos magistrados brasileiros e mecanismos suficientes para investir em capital jurídico; e a sobreutilização dos tribunais, devido ao livre acesso ao serviço público adjudicatório constitucionalmente garantido. A consequência principal desse fenômeno é a seleção adversa, pois, atrai litigantes que desejam postergar suas obrigações pelo sistema judicial, enquanto litigantes legítimos detentores de direitos são desincentivados e excluídos.

## A função social do judiciário

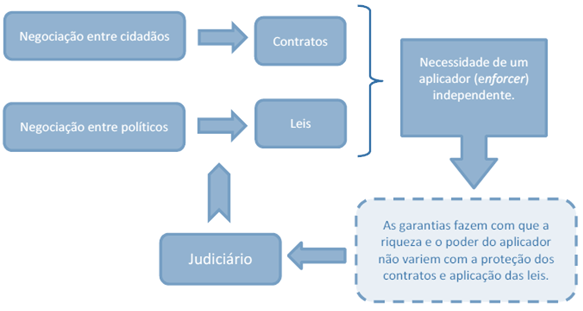
O Poder Judiciário desempenha um papel central, tanto na esfera privada quanto na pública, ao funcionar como garantidor da ordem jurídica e da previsibilidade institucional

Para o desenvolvimento de qualquer nação é imprescindível a presença do Judiciário. Entendido como um sistema independente, eficiente e acessível. O qual aplica as leis de forma igualitária, previsível, coerente e prospectiva. Sob a perspectiva privada, sua função garantidora resguarda direitos fundamentais frente a possíveis abusos estatais, como também propicia um ambiente previsível e cooperativo. Já do ponto de vista público, sua imparcialidade na resolução de conflitos, viabiliza a internalização antecipada de suas regras legais e a imposição posterior destas. Contudo, a eficácia de sua função está condicionada a um serviço célere.  
Isto é, em um Estado Democrático de Direito o Judiciário desempenha a função de terceiro imparcial incumbido de assegurar o cumprimento das regras públicas (leis) ou privadas (contratos). Ao tornar o desvio de conduta um comportamento desvantajoso e as suas resoluções previsíveis, o sistema judicial confere credibilidade às promessas entre agentes sociais e políticos, superando o problema da desconfiança mútua e promovendo, como consequência, a cooperação e a confiança (bem-estar social e a segurança jurídica).

## A morosidade judicial
"A Emenda Constitucional no 45 inseriu na CF o direito fundamental a uma duração razoável do processo: LXXVIII — A todos, no âmbito judicial e administrativo, são assegurados a razoável duração do processo e os meios que garantam a celeridade de sua tramitação."
A morosidade judicial é um problema antigo e global, e não recente e exclusivo do Brasil. Entretanto, a sua solução dependerá das características particulares de cada país, pois estes a enfrentam em graus distintos e por motivos diversos. Esse problema reduz a eficiência da função social do Judiciário e consequentemente o seu potencial catalisador da cooperação e do desenvolvimento social. Apesar de diferentes razões terem sido atribuídas ao problema:  falta de recursos materiais, excesso de recursos judiciais, complexidade dos procedimentos, baixa qualidade dos integrantes do sistema (juristas em geral), má-gestão etc; e sem mencionar as inúmeras reformas afim de sanar seus motivos causadores mencionados: como a simplificação de procedimentos, criação de juizados especiais, implementação de defensorias públicas montadas e alterações de competências constitucionais.
As resoluções não foram satisfatórias e o problema persiste e tem se agravado, levando a uma tragédia do seu sistema. O Judiciário em si é uma das, se não a principal, causa de sua própria morosidade, em razão do seu subinvestimento em capital jurídico. A sua solução estaria na possibilidade de criação de uma estrutura de incentivos dos magistrados, com intuito de se evitar o anarquismo judicial e de criar e repor as regras jurídicas (originalmente legislativas ou não), as quais deverão ser aplicadas de maneira reiterada, conforme representado no ciclo da litigância.  Litígios e depreciações do capital jurídico fazem parte do processo. A questão central é quando não há uma contraposição a estes pontos. Situação que se agrava, ainda mais, com a sobreutilização de seus serviços. 

## Livre acesso ao serviço público adjudicatório
O livre acesso ao serviço público adjudicatório é uma garantia constitucional. Esse é um dos incentivos privados para que as partes litiguem, todavia, por si só, a alta demanda de processos não é a causa motivadora da tragédia do judiciário, mas um dos catalizadores para que isto ocorra. O livre acesso ao Judiciário facilita a propositura de novas ações e, por isso, incentiva que as partes litiguem (resolvam suas controvérsias no Judiciário), ou melhor, sobreutilizem os serviços públicos adjudicatórios. Esse fator, junto com o anarquismo judicial, acaba por levar a morosidade do judiciário, isto é, a sua tragédia. 

## Subinvestimento em capital jurídico e sobreutilização do judiciário
O subinvestimento em capital jurídico, pelo não investimento em incentivos públicos para a construção e consolidação da jurisprudência, leva a imprevisibilidade (insegurança jurídica). Que por sua vez é um dos incentivos da sobreutilização do Judiciário. A presença dos dois fatores faz com que o Judiciário tenha a sua função social reduzida, como por exemplo: a demora excessiva na solução dos litígios (morosidade) e a ineficiência em garantir as barganhas políticas e privadas (seleção adversa das partes).
| “ | \| A ausência de mecanismos de coordenação entre instâncias e magistrados (anarquia judicial) leva ao subinvestimento em segurança jurídica (depreciação do capital jurídico), que, por sua vez, impede o período de retração de litigância, interrompendo o funcionamento esperado do ciclo de litigância, ou seja, o comportamento não-convergente do Judiciário leva à sua própria sobreutilização.[1] \| | ” |
| A ausência de mecanismos de coordenação entre instâncias e magistrados (anarquia judicial) leva ao subinvestimento em segurança jurídica (depreciação do capital jurídico), que, por sua vez, impede o período de retração de litigância, interrompendo o funcionamento esperado do ciclo de litigância, ou seja, o comportamento não-convergente do Judiciário leva à sua própria sobreutilização. | |   |

A situação se agrava com o livre acesso ao Judiciário (incentivo privado). Pois, instiga a atividade litigiosa, sem que de fato o Judiciário seja capaz de resolver as lides. Sem uma jurisprudência unificada ocorre a depreciação do seu capital jurídico, que leva a insegurança jurídica. A insegurança, por sua vez, traz imprevisibilidade, o que se torna um incentivo privado para que, aqueles que queiram postergar a suas obrigações, passem a litigar em busca de um resultado positivo (mesmo não tendo direito perante a regra legal), já que a decisão passível de ser aplicada ao caso é imprevisível ou pelo simples benefício decorrentes da demora do julgamento. Por outro lado, aqueles que, de fato fazem jus a algum direito, não conseguem fazer uso do serviço adjudicatório do Judiciário, conforme prevê e garante a Constituição Federal. 
| “ | \| As pessoas passam a não confiar no Judiciário enquanto mecanismo de resolução de conflitos e deixam de utilizá-lo por razões legítimas e passam a utilizá-lo por outras, socialmente indesejáveis. Se, por um lado, pessoas que são titulares de direitos deixam de usar o Judiciário, porque este é excessivamente moroso e imprevisível, por outro, as pessoas que desejam fugir de suas obrigações possuem mais incentivos para litigar, pois não apenas ganharão tempo, como poderão prevalecer ao final. Estamos diante de um claro problema de seleção adversa. Cada vez mais pessoas deixarão de usar o Judiciário para fazer valer os seus direitos e cada vez mais pessoas passarão a usar o Judiciário para postergar ou anular suas obrigações. É a antítese da função econômica do Judiciário.[1] \| | ” |
| As pessoas passam a não confiar no Judiciário enquanto mecanismo de resolução de conflitos e deixam de utilizá-lo por razões legítimas e passam a utilizá-lo por outras, socialmente indesejáveis. Se, por um lado, pessoas que são titulares de direitos deixam de usar o Judiciário, porque este é excessivamente moroso e imprevisível, por outro, as pessoas que desejam fugir de suas obrigações possuem mais incentivos para litigar, pois não apenas ganharão tempo, como poderão prevalecer ao final. Estamos diante de um claro problema de seleção adversa. Cada vez mais pessoas deixarão de usar o Judiciário para fazer valer os seus direitos e cada vez mais pessoas passarão a usar o Judiciário para postergar ou anular suas obrigações. É a antítese da função econômica do Judiciário. | |   |